# Tineke Strik
Martina Hermina Antonia Strik, detta Tineke (Alphen, 28 settembre 1961), è una politica olandese, esponente del partito Sinistra Verde ed europarlamentare dal 2 luglio 2019. In precedenza è stata, dal 2007 al 2019, deputata nella Eerste Kamer, dove era anche capogruppo, e assessore a Wageningen.

## Biografia
Strik è nata in una fattoria in una famiglia di sei figli e vive a Oosterbeek. La formazione di Strik cominciò tra il 1979 e il 1983 con studi socio-culturali presso l'accademia sociale "Den Elzent" di Eindhoven, nello stesso periodo lavorava presso il Kindertelefoon, un servizio di assistenza telefonica per bambini. Tra il 1981 e il 1985 lavorò come animatrice giovanile presso il centro culturale giovanile "De Effenaar" di Eindhoven. Studiò diritto internazionale presso l'Università Radboud tra il 1985 e il 1991, e al contempo studiò turco tra il 1989 e il 1991. Tra il 1990 e il 1993 lavorò come consulente legale presso il Centro di consulenza per i giovani di Amsterdam. Tra il 1994 e il 1995 studiò brevemente giurisprudenza presso l'Università Radboud. Negli anni successivi seguì corsi presso la Croce Rossa, l'Istituto Olandese di Relazioni Internazionali Clingendael e l'Università di Utrecht, dove studiò diritto bellico, diritto europeo e diritto amministrativo. Tra il 1993 e il 1996 lavorò come consulente legale presso Vluchtelingenwerk, un'organizzazione che aiuta i rifugiati. Successivamente, lavorò come segretaria giudiziaria presso il tribunale di Zwolle, occupandosi della Camera dei rifugiati.
Nel 1997 cominciò ad occuparsi attivamente di politica iniziando a lavorare per il partito Sinistra Verde come consigliere politico sulla giustizia. Tra il 2001 e il 2002 lavorò come coordinatrice politica presso il Ministero della Giustizia olandese.

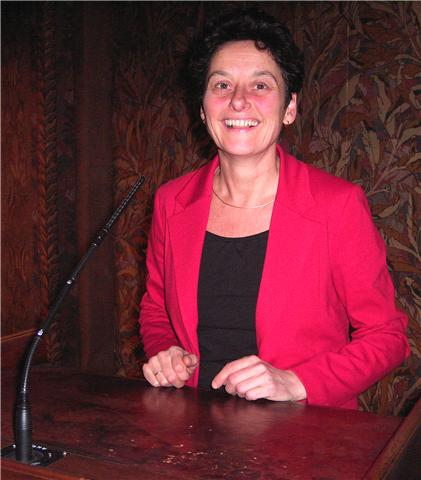
Tineke Strik

Tra il 2002 e il 2006 fu assessore agli affari sociali a Wageningen, occupandosi di temi legati ai giovani, alla cultura e alle minoranze. Nel 2004 divenne anche ricercatrice e dottoranda presso il Centro per il diritto della migrazione dell'Università Radboud. Negli anni ha ricoperto diversi incarichi all'interno della Sinistra Verde, tra quelli di maggior rilievo: membro del Consiglio strategico, un consiglio di politici locali e nazionali che guidava il percorso del partito, e del comitato che nel 2005-2006 scrisse il programma elettorale. È stata anche supplente del congresso dei governi locali al Consiglio d'Europa e osservatrice alle elezioni locali del 2005 per l'Autorità Nazionale Palestinese.
Nel 2007 è stata eletta al Senato olandese. Dal 2007 al 2019 Strik è stata membro del Senato per GroenLinks e portavoce per la Giustizia, Affari europei, Affari sociali e Affari esteri. In qualità di senatrice, Strik ha fatto parte dell'Assemblea parlamentare del Consiglio d'Europa. Nel 2008 ha contribuito al programma elettorale europeo di GroenLinks. Il 3 dicembre 2008 si è candidata alla guida del partito GroenLinks alle elezioni del Parlamento europeo del 2009 ma è arrivata seconda. Le elezioni sono state vinte da Giuditta Sargentini.
Nel 2011, è stata collocata al secondo posto nella lista dei candidati GroenLinks per il Senato. Alla conferenza GroenLinks del 7 febbraio 2015, Strik è stata invece scelta come numero uno nella lista dei candidati al Senato. Insediata come leader del partito il 9 giugno 2015, ha lasciato il Senato nel 2019.
Per le elezioni del Parlamento europeo del 2019 era al secondo posto nella lista dei candidati di GroenLinks che ha vinto tre seggi. Così il 2 luglio è stata insediata come membro del Parlamento europeo.
Oltre alle sue attività politiche, Strik ha ricoperto numerosi incarichi amministrativi. In qualità di consigliere, è stata membro supplente del Congresso dei poteri locali del Consiglio d'Europa. Nel 2005 è stata osservatrice alle elezioni locali in Palestina e nel 2008 in Georgia. Dal novembre 2010 Strik è membro del consiglio della sezione olandese dell'organizzazione per i diritti dei bambini Defense for Children International.